# 阳江楚克拉虫
阳江楚克拉虫（学名：Zschokkella yangkiangensis）为两极科楚克拉虫属的动物。在中国，分布于广东等，营寄生生活，寄生在吻虾虎的体表。